# Llaillay
Llaillay, ook wel Llay-Llay, is een gemeente in de Chileense provincie San Felipe de Aconcagua in de regio Valparaíso. Llaillay telde 24.608 inwoners in 2017 en heeft een oppervlakte van 349 km².